# Peter Asch
Peter Gregory Asch (* 16. Oktober 1948 in Monterey, Kalifornien) ist ein ehemaliger Wasserballspieler aus den Vereinigten Staaten. Er gewann 1972 die olympische Bronzemedaille. 1971 siegte er mit dem Team der Vereinigten Staaten bei den Panamerikanischen Spielen.

## Karriere
1971 gewann Asch mit dem US-Team bei den Panamerikanischen Spielen in Cali, wobei die Mannschaft im entscheidenden Spiel die Kubaner mit 6:4 bezwang. Beim olympischen Wasserballturnier 1972 in München gewann das US-Team seine Vorrundengruppe vor den Jugoslawen. In der Finalrunde sicherte sich die Mannschaft aus der Sowjetunion die Goldmedaille vor den Ungarn, dahinter gewannen die Amerikaner die Bronzemedaille. Asch warf im Turnierverlauf fünf Tore.
1973 bei der ersten Weltmeisterschaft in Belgrad erreichte das US-Team die Finalrunde und belegte mit zwei Siegen und drei Niederlagen den fünften Platz. Zwei Jahre später kam die US-Mannschaft auf den achten Platz bei der Weltmeisterschaft in Cali. Bei den Panamerikanischen Spielen in Mexiko-Stadt unterlag das US-Team der Mannschaft des Gastgeberlandes mit 3:6 und erhielt die Silbermedaille.
Peter Asch besuchte die Santa Clara High School und dann die University of California, Berkeley, wo er 1971 graduierte. Von 1969 bis 1976 spielte er im Verein zunächst beim Concord Swim Club und dann bei der De Anza Athletic Foundation in Cupertino. Peter Asch arbeitete bei der Bank of America und stieg zum Präsidenten einer Tochtergesellschaft auf.